# のどかnobody
『のどかnobody』（のどかノーバディー）は、田山りく原作、及川雅史作画による漫画。『月刊ドラゴンエイジ』（富士見書房）において、2004年7月号から2005年9月号まで連載された。
温泉旅館のリフォームを得意とする天才女流建築士・長瀬のどかが、担当する温泉のリフォームと同時に、そこに関わる人々の心をも温かくリフォームする「温泉のビフォーアフター」ストーリーを描く。冒険・ファンタジー系作品が中心の掲載誌にあって、人間ドラマを描く本作は異彩を放つ存在となっていた。

## 概要
作品名「のどかnobody」は、「“のどか”の他にこれほどの天才温泉旅館デザイナーは“いない”」という意味である。スタッフの間では「のどかの」と呼ばれている。
なお、原作の田山りくは『魔法遣いに大切なこと』の原作者山田典枝の別ペンネームである。
物語の主な舞台は、関東地区を中心に、山梨や静岡（熱海・伊東）も含めた温泉旅館、温泉関連施設となっている。一度だけ、長崎の旅館も手がけた。また、長瀬建築設計事務所は、東京都中央区の月島にある。
角川書店より「単行本コミックス」として刊行されている。単行本のカバーには、実際の温泉旅館の写真が使われている。

## 登場人物
長瀬 のどか（ながせ のどか）
本作品の主人公。一級建築士。長身で、黒いストレートのロングヘアーの美人。
病気の父に代わり、長瀬建築設計事務所のメイン設計士として活躍している。
のどかが手がけた温泉旅館は、必ず繁盛することから「天才女流建築士」と呼ばれている。
リフォーム対象の温泉旅館の観察では、挨拶をせずに入り込み、あちこち見回るという手法を採る。
アイデア考案や観察に夢中になると、周囲が見えなくなる「スイッチ・オン」状態になる。
温泉の湯をなめるだけで、その温泉の特徴や、水道水で薄めているかなどがわかる。
ちょっとおせっかい。
「夢を形に」が口癖。
コーヒーには砂糖をたっぷり入れる。
恋愛関係はフリーと思われていたが、第9話「天才の憂鬱」で中学以来の彼氏がいることが発覚、ミケに多大な衝撃を与えた。
最終話では、ついに母親となった。
三井 ケイ（みつい ケイ）
のどかのアシスタント。茶髪のショートヘアーの元気娘。愛称は「ミケ」。本名より愛称で呼ばれることが多い。
雪の日に、設計事務所近くで空腹のため倒れていたところを、のどかに拾われ、たこ焼き3箱を食べてそのまま事務所に居着いてしまった。まさに「食べ物をあげてなつかれた」状態。
食いしん坊だが、食事は観光地でもその土地の名物よりも、普通の喫茶店の普通のメニューを食べたがる。
のどかの足を引っ張ることが多々あるが、自分では気づかずに問題解決につながるヒントを出すこともある。
のどか以上におせっかい。
のどかによると、以下の7つの欠点がある。
1. 食い意地が張っている。
2. 寝ぼすけ。
3. あいさつができない。
4. 人の話を聞かない。
5. 話を聞いてもすぐに忘れる。
6. すぐいなくなる。
7. 何かしらやっかいごとを抱えて帰って来る。

乗り物が大好き。また、化石や古代生物にも詳しい。いろいろと謎を持つ人物である。
「ウチのジェット」というのがあるらしい。また第10話「ジュラシック・バス」で、成城の豪邸を「実家と同じにおい」と言っていたこともある。
田所 貫太郎（たどころ かんたろう）
長瀬建築設計事務所の経理担当。眼鏡をかけた温厚な中年紳士。
20代の若奥さんがいる。子どもは1人で、生まれたばかり。
のどかの父と2人で、設計事務所を設立した。
長瀬 晴之（ながせ はるゆき）
のどかの父。貫太郎とともに、長瀬建築設計事務所を設立した。
病気のため入院中。のどかが毎週見舞いに行っている。
作中では、のどかが幼い頃の、若い姿のみが登場している。
新保 主税（しんぽ ちから）
のどかの彼氏。噺家で、現在二つ目。
のどかとは、中学以来のつきあい。愛称は「チカちゃん」。ただし、ミケには「ポチ」と呼ばれている。
噺家らしく江戸弁で、自称は「あたし」である。
アパートでは近所迷惑になるため落語の稽古ができず、近所の銭湯「月の湯」の掃除をすることと引き替えに、浴場で落語の稽古をしている。
時々、設計事務所に差し入れを持って来る。
ケイ子（ケイこ）
のどかの行きつけの八百屋の娘。のどかとは、中学の同級生で親友。
銭湯の娘
本名不明。のどかたちの中学の2つ上の先輩。なかなかの美人。
バツイチで、離婚後に実家の銭湯に戻り、番台などの手伝いをしている。
主税に、銭湯の掃除と引き替えに落語の稽古場所を提供している。
ケイ子に、主税との浮気疑惑を持たれた。

## 書誌情報
- 田山りく（原作）・及川雅史（作画） 『のどかnobody』 角川書店、全2巻[注 2]
  1. 『温泉の魔術師』、2005年1月25日発行、ISBN 4-04-853811-X
  2. 『日本の心』、2005年4月30日発行、ISBN 4-04-853856-X